# Iosif Rangheț

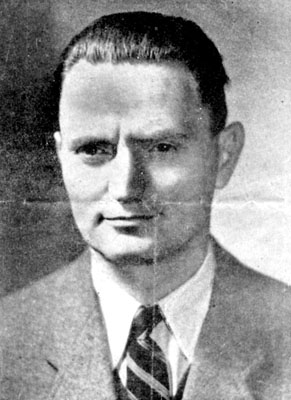
Iosif Rangheț

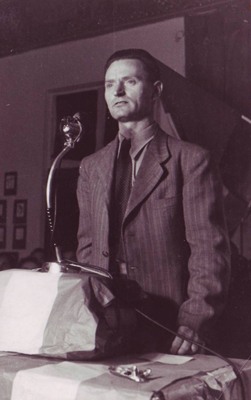
Iosif Rangheț bei einer Rede

Iosif Rangheț (* 7. August 1904 in Olari, Kreis Arad; † 1. September 1952) war ein rumänischer Politiker der Rumänischen Arbeiterpartei PMR (Partidul Muncitoresc Român), der unter anderem zwischen 1948 und 1952 Kandidat des Politbüros des Zentralkomitees (ZK) der PMR war.

## Leben
Rangheț war nach dem Schulbesuch als Arbeiter tätig und trat 1920 der Gewerkschaft sowie 1930 der damaligen Kommunistischen Partei PCR (Partidul Comunist din România) als Mitglied bei. Bereits 1931 wurde er Mitglied des Parteikomitees im Kreis Arad und übernimmt anschließend zwischen 1932 und 1933 die Funktion als Sekretär des Parteikomitees von Oradea. Er war von 1933 bis 1934 Sekretär des Parteikomitees im Kreis Cluj sowie seit 1934 Chef des Parteikomitees in der Region Banat und auch in der Region Valea Jiului.
Er absolvierte zeitweise ein Studium an der Lenin-Universität in Moskau und wurde 1943 Mitglied des ZK der PCR, dem er bis zum 21. Oktober 1945 angehörte.
Auf der Nationalkonferenz (Conferința Națională), die vom 16. bis 22. Oktober 1945 stattfand, wurde er Mitglied des ZK der PCR und gehörte diesem bis zu seinem Tod am 1. September 1952 an. Zugleich wurde er 1945 Leiter der ZK-Abteilung für Kader und bekleidete dieses Amt bis 1948. 1946 wurde er Mitglied der Deputiertenkammer (Adunarea Deputaților) und vertrat in dieser bis 1948 den Wahlkreis Timiș-Torontal. 1948 wurde er Mitglied der Großen Nationalversammlung (Marea Adunare Națională) und vertrat in dieser bis zu seinem Tod den Wahlkreis Arad.
Rangheț wurde auf dem Sechsten Parteitag der PMR vom 21. bis 23. Februar 1948 Kandidat des Politbüros des ZK und übte diese Funktion ebenfalls bis zu seinem Tod aus. Zugleich war er von 1949 bis 1950 Präsident der Staatlichen Kommission für Treibstoffe.
Für seine Verdienste wurde Rangheț mehrfach ausgezeichnet und erhielt unter anderem 1948 den Stern der Volksrepublik Rumänien Erster Klasse (Ordinul Steaua Republicii Populare Române), 1949 den Orden zur Verteidigung des Vaterlandes Zweiter Klasse (Apărarea Patriei) sowie 1949 Orden der Arbeit Zweiter Klasse (Ordinul Muncii). Nach seinem Tode wurde die Drehmaschinenfabrik Arad nach ihm benannt.